# Säg, känner du det underbara namnet
Säg, känner du det underbara namnet är en sång om Jesu frälsarnamn med både text och melodi (F-dur, 4/4) av Allan Törnberg år 1935. Texten bygger på Petrus ord i Apostlagärningarna, kapitel 4, vers 12:
"Hos ingen annan finns frälsningen, och ingenstans bland människor under himlen finns något annat namn som kan rädda oss".
Tydligast slår detta bibelord igenom i sångens omkväde, som upprepas efter var och en av de fyra stroferna:
"Namnet framför andra namn är Jesus,
ej skönare på jorden fanns.
Ty intet annat namn kan giva frälsning,
intet annat namn än hans".
Allan Törnbergs texter blir fria att återges år 2026, då författaren varit död i 70 år.

## Publicerad i
- Frälsningsarméns sångbok 1968 som nummer 347 under rubriken "Det Kristna Livet - Jubel och tacksägelse".
- Cecilia 1986, Den svenska psalmboken 1986, Frälsningsarméns sångbok 1990, Psalmer och Sånger 1987, Segertoner 1988 som nummer 47 under rubriken "Jesus, vår Herre och broder".
- Sångboken 1998 som nummer 120.
- Lova Herren 2020 som nummer 45 under rubriken "Guds Son, Jesus vår Frälsare"